# 呼徵
呼徵（？—179年），南匈奴單于，屠特若尸逐就單于之子。
漢靈帝光和元年（178年），屠特若尸逐就單于去世，儿子呼徵继位。光和二年（179年），呼徵与护匈奴中郎将張修不和，被张修擅自斬杀，更立右賢王羌渠為單于。張修因为不先奏請而擅自誅殺，檻車征詣廷尉抵罪。